# 고흥 구 소록도갱생원 감금실
고흥 구 소록도갱생원 감금실(高興 舊 小鹿島更生院 監禁室)은 대한민국 전라남도 고흥군 도양읍 소록도에 있는 일제강점기의 건축물이다. 2004년 2월 6일 대한민국의 국가등록문화재 제67호로 지정되었다.

## 개요
이 건물은 일제 강점기에 한센병 환자를 불법적으로 감금했던 장소이다. 남과 북에 각각 1동의 건물을 나란히 짓고 두 건물 사이를 회랑으로 연결하여 외관상 ‘H’자형 평면을 이루며, 붉은 벽돌로 높은 담을 쌓아 밖에서 볼 때 마치 작은 교도소처럼 느끼게 한다. 일제 강점기 소록도에 강제 수용된 한센병 환자들을 대상으로 자행한 인권 유린의 현장이다.

## 참고 자료
- 고흥 구 소록도갱생원 감금실 - 국가유산청 국가유산포털